# آرثر إنجرام بورمن
آرثر إنجرام بورمن هو سياسي أمريكي يمنتمي إلى الحزب الجمهوري، ويعد أول حاكم على ولاية فرجينيا الغربية بعدانضمام الولاية إلى الاتحاد الأمريكي. ولد آرثر انجرام بورمن في 24 تموز من سنة 1823 م في ولاية بنسلفانيا الأمريكية. درس «بورمن» القانون وبدأ حياته المهنية بصفته محامي في ولاية فرجينيا. بعد انضمام فرجينيا الغربية إلى الاتحاد الأمريكي في سنة 1863 انتخب بورمن كاول حاكماً على ولاية فرجينيا الغربية، واستمر في منصبه كحاكم على الولاية إلى سنة 1869 حيث استقال من منصبه كحاكم للولاية بعد انتخابه كعضو في مجلس الشيوخ الأمريكي واستمر آرثر إنجرام بورمن في منصبه كعضو في مجلس الشيوخ الأمريكي إلى سنة 1875. توفي بورمن في 19 نيسان من سنة 1896 في ولاية فرجينيا الغربية.